# Структурный редактор
Структурный редактор, также аутлайнер от англ. outliner — компьютерная программа, позволяющая организовывать древовидные списки (схемы) и работать с текстом в такой форме на уровне оперирования элементами иерархии (вложение, изменение ранга, перенос, скрытие и раскрытие структуры элемента). Альтернативно такие списки могут представляться в форме диаграмм связей.
Распространёнными назначениями в использовании таких программ могут быть организация идей, задач, многоуровневые чек-листы и управление проектами.
Результат работы аутлайнера может сохраняться в форме простого текста или документа, но существуют и специальные форматы для хранения древовидных текстовых данных (аутлайнов), к ним в частности относятся OPML (Outline Processor Markup Language), OML и XOXO (eXtensible Open XHTML Outlines).

## Галерея

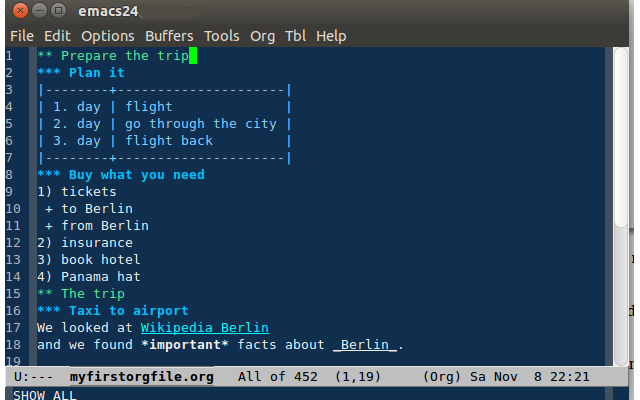
Редактор Emacs в режиме аутлайнера Org-mode.
Аутлайнер с веб-интерфейсом Workflowy. На скриншоте раскрыта структура обоснованности иска об оспаривании административного акта по немецкому праву. При этом структура элементов "Zivilrecht" и "Ermächtigungsgrundl." скрыта на скриншоте.